# 道の駅おが
道の駅おが （みちのえき おが）は、秋田県男鹿市にある男鹿市道の道の駅。複合観光施設「オガーレ」を中核施設とする。愛称はなまはげの里　オガーレ。道の駅を含む船川港一帯はみなとオアシスおがとしてみなとオアシスに登録されている。

## 概要
男鹿市で初めての道の駅。昭和48年に1市単独で男鹿国定公園の指定を受け、入道崎、寒風山、西海岸などの特徴的な自然景観やジオパーク、国指定無形民俗文化財「男鹿のナマハゲ」など多彩な観光資源及び伝統文化が数多く残されており、秋田県内を代表する観光地として、また、ドライブコースとして親しまれている。　
道の駅の一部は、旧男鹿線の船川貨物支線であり、以前あった「船入踏切」の踏切が船川港駅側にモニュメントとして設置されている。

## 施設
出典：
- 駐車場（EV充電器あり）
  - 大型車：7台
  - 普通車：148台
    - 障碍者用：2台
- 24時間トイレ
  - 男：個室3器（うち子供用1器）、小便用3器（うち、子供用1器）
  - 女：個室10器（うち子供用1器）
  - 障碍者用：1室（オストメイト：1器）
  - 授乳室：1室（24時間）
  - 公衆電話：1台
  - コインシャワー室：男1室、女1室
- トイレ（9:00 - 17:00）：共用1室、女性専用1室
- 無線LAN、防災設備
- 物産館
  - 総合カウンター：9:00 - 17:00
  - 物産直営施設：9:00 - 17:00
  - レストラン【「東洋一の海岸線にある男鹿のレストラン」】[7]

各日、ラストオーダーは終了時刻の30分前まで。
※ 宴会事前予約は、最大22:00まで対応可能。
3月1日 - 9月30日：10:30 - 21:00
10月1日 - 2月末日の平日：10:30 - 17:00
10月1日 - 2月末日の休日：10:30 - 18:00
- ソフトジェラート店「ガオジェラ」

3月16日 - 11月30日：9:00 - 17:00
12月1日 - 3月15日：10:00 - 16:00
- 休憩室：24時間利用可能

- 秋田信用金庫船越支店男鹿出張所（店舗外ATM）

## 休館日
出典：
- 1月1日 - 3日の毎日
- 12月31日は、14時00分以降休業
- 2・3月の第3水・木曜日

## 周辺
- 東日本旅客鉄道男鹿線・男鹿駅 - 2018年7月1日に道路を挟んで向かい側に移設。
- NTT東日本秋田支店男鹿ビル
- 男鹿郵便局
- 男鹿みなと市民病院
- ドジャース・男鹿店
- 男鹿マリーナ - おが海の駅に登録。道の駅とともにみなとオアシスを構成する。